# Mycetoporinae
Mycetoporinae (лат.) — подсемейство жуков-стафилинид, ранее входившее в состав Tachyporinae в ранге трибы. Встречаются повсеместно. Около 400 видов.

## Описание
Малые и средние по размеру (менее 1 см) и, как правило, гладкие и блестящие жуки с красновато-коричневой и чёрной окраской. Эти жуки часто встречаются в лесных микроместообитаниях, особенно на свежих грибах, грибнице, листовой подстилке и гнилой древесине. Тело узко вытянутое, стройное; поверхность сильно блестящая; голова и переднеспинка без микрощетинок и пунктировки; окраска часто по крайней мере частично светлая, изредка с отметинами или рисунком на спине. Голова явно меньше переднеспинки, в длину от широкой до узко вытянутой, обычно длиннее ширины. Максиллярные щупики 4-члениковые, лабиальные щупики состоят из 3 сегментов. Максиллярные пальпы умеренно длинные; пальпомер 3 не заметно короче максиллярного пальпомера 2 (>0,7); пальпомер 4 обычно с порами. Лабиальные пальпы толстые, относительно заметные; пальпомер 3 наиболее широкий около середины или около основания, не у основания, в большинстве таксонов, с незаметными порами; места вставки лабиальных пальп лишь узко разделены.
Mycetoporinae отличаются от всех других подсемейств Staphylinidae на основании следующей комбинации признаков: тело стройное и веретенообразное, голова маленькая, часто удлинённая, с отчётливым и полным гребнем под глазом, усиковые вставки полностью открыты, расположены перед глазами, места вставки жвал полностью открыты, расположены перед глазами, мандибулы серповидные без внутренних зубцов, надкрылья с продольно приподнятым сутуральным краем, эпиплевральный киль не загнут внутрь, передние тазики очень крупные и сильно расширены, формула члеников лапок 5-5-5, задние тазики заметно крупные, задние лапки длиннее задних голеней, а брюшко с двумя паратергитами, имеющими очень мелкий рисунок «кирпичной стены» на межсегментных мембранах.
- Bolitobius castaneus
- Bryophacis crassicornis
- Carphacis striatus
- Ischnosoma splendidum
- Lordithon lunulatus
- Lordithon trinotatus
- Mycetoporus lepidus
- Parabolitobius inclinans

## Систематика
Подсемейство Mycetoporinae выделено в 2021 году на основе трибы Mycetoporini (= Bolitobiini Horn, 1877) из подсемейства Tachyporinae. Включает 444 вида, 16 родов, включая 4 ископаемых рода. Представляют собой монофилетическое подсемейство стафилинид среднего размера, распространённое по всему миру. Точное филогенетическое положение Mycetoporinae остаётся неясным. Молекулярный и морфологический филогенетические анализы показали, что мицетопорины являются сестринской группой по отношению к монотипическому подсемейству Olisthaerinae. Однако в более раннем исследовании McKenna et al. (2015) были построены филогенетические деревья на основе ДНК и продемонстрированы несколько иные взаимоотношения: Mycetoporinae были сгруппированы с Pseudopsinae и Micropeplinae в байесовском анализе или с Pseudopsinae и Olisthaerinae. Необходимы дальнейшие исследования для определения взаимоотношений между мицетопоринами и другими группами.
Согласно Лоуренсу и Ньютону, входит в состав Tachyporine-группы семейства Staphylinidae: Phloeocharinae, Olisthaerinae, Tachyporinae, Trichophyinae, Habrocerinae, Aleocharinae.
- Bobitobus Tottenham, 1939
- Bolitobius Leach, 1819
- Bolitopunctus Campbell, 1993
- Bryophacis Reitter, 1909
- Bryoporus Kraatz, 1857
- Canariobolitobius Schülke, 2004
- Carphacis Gozis, 1886
- Ischnosoma Stephens, 1829 — 118 видов[3]
- Lordithon Thomson, 1859 — 97 видов[3]
- Mycetoporus Mannerheim, 1831 — 88 видов (Голарктика)[3]
- Neobolitobius Campbell, 1993
- Parabolitobius Li, Zhao & Sakai, 2000
  - †Parabolitobius antiquus Yamamoto, 2023
- †Cretafrica Mnguni, McKay & Badenhorst, 2024
- †Cuneocharis Ryvkin, 1990
- †Glabrimycetoporus Yue, Zhao & Ren, 2009
- †Ryvkinius Herman, 2001 (= †Mesoporus Ryvkin, 1990)
- †Undiatina Ryvkin, 1990